# 圆桌

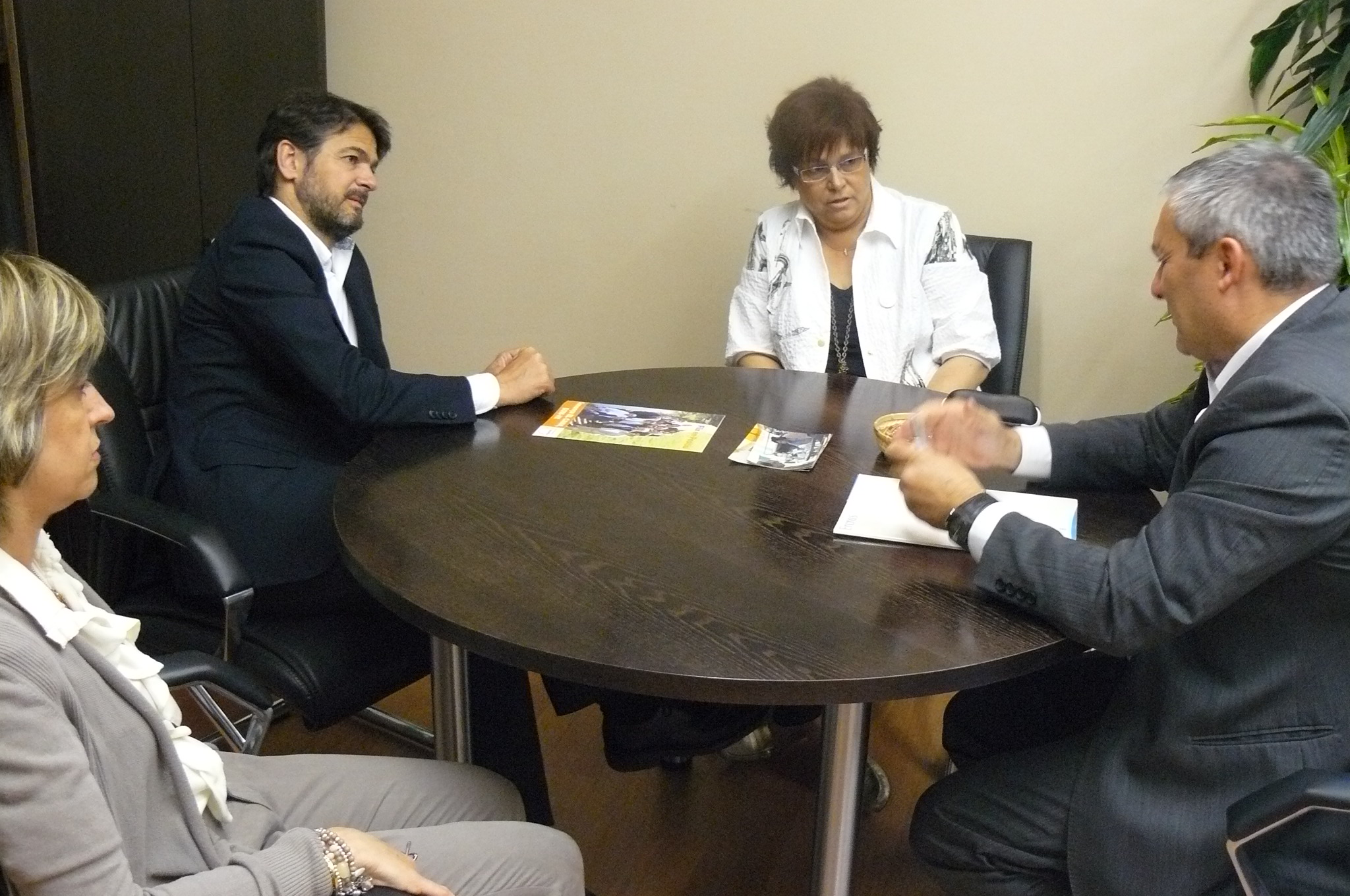
人們圍坐在圓桌旁

圆桌是指平面呈圆形的桌子，是厅堂中常用的家具。一张圆桌有時還會配上五个圆凳围成一圈，桌腿一般是五足六足或八足等。圆桌通常是由两个半圆桌。 在中國，圓桌從清朝開始流行。清朝中期以后流行的大圆桌，有的可围坐十几人至二十人。